# Dieter Kurz

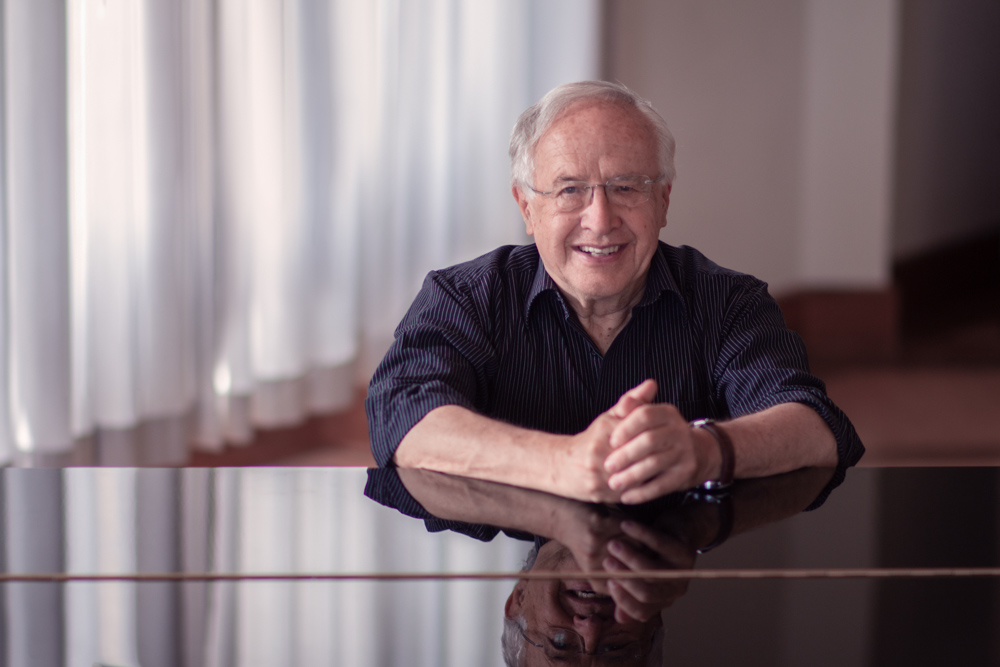
Dieter Kurz

Dieter Kurz (* 1945) ist Kirchenmusikdirektor, Chorleiter und Professor für Chorleitung in Stuttgart.

## Leben
Nach dem Studium der Kirchenmusik, Gesang und Dirigieren in Berlin und Stuttgart leitet er von 1970 bis 1972 und seit 1974 als Kantor an der evangelischen Stuttgarter Pauluskirche den Paulus-Chor. Dazwischen wirkte er als Leiter der Laubacher Kantorei. 1980 wurde er von der Evangelischen Landeskirche in Württemberg zum Kirchenmusikdirektor ernannt und zum Professor für Chorleitung an die  Staatliche Hochschule für Musik und Darstellende Kunst Stuttgart berufen, wo er bereits seit 1970 als Lehrbeauftragter tätig war. Im Rahmen seiner Tätigkeit bis zum Jahr 2011 leitete er unter anderem das aus seiner Oratorienklasse hervorgegangene Hochschul-Vokalensemble „Circus Musicus“. Seit dem Wintersemester 2011/12 unterrichtet er an der Hochschule für Musik Karlsruhe.
Den Württembergischen Kammerchor leitet er seit dessen Gründung im Jahr 1970. Im Jahr 1982 wurde dieser Chor und sein künstlerischer Leiter mit dem ersten Preis im Chorwettbewerb der europäischen Rundfunkanstalten ausgezeichnet. Als Laienchor dirigierte Kurz von 1974 bis 2016 den Chor der Pauluskirche Stuttgart.
Dieter Kurz pflegt als Chorleiter und Chorpädagoge ein breites Spektrum musikalischer Aktivitäten von der chorischen Basisarbeit bis zu Gastverpflichtungen bei internationalen Berufschören und -orchestern; Choreinstudierungen zum Beispiel für Sergiu Celibidache, Sir John Barbirolli, Erich Leinsdorf, Gianluigi Gelmetti, Claudio Abbado, Georges Prêtre, Eric Ericson, Michael Gielen und vielen anderen mehr.
Dieter Kurz ist ständiger Gast bei internationalen Festivals. Er ist verheiratet mit der Dirigentin Veronika Stoertzenbach und hat drei Söhne und eine Tochter.

## Schüler
- Thomas Haller
- Attila Kalman
- Christian-Markus Raiser
- Reiner Schuhenn
- Lukas Stollhof
- Jörg-Hannes Hahn
- Christopher Zehrer

## Chorausgaben
- Eine kleine Melodie. Das Chorbuch für die Geselligkeit, hrsg. von Siegfried Bauer unter Mitarbeit von Dieter Kurz und Josef Michel, Strube-Verlag (Edition 1080) München 1989

## Diskografie
- 1979 – Heinrich Schütz Matthäuspassion SWV 479
- 1989 – Hugo Wolf: Manuel Venegas (Capriccio)
- 1996 – Hugo Wolf: Die Chorwerke mit Orchester (Claves Records)
- 2004 – Wolfgang Amadeus Mozart: Requiem d-Moll, Hans Georg Pflüger: Memento Mori (Bayer Records)
- 2004 – Nachtigallengesang: Eduard Mörike in Vertonungen seiner Zeit (Bayer-Records)
- 2004 – Giselher Klebe: Warum hat die Sonne einen Aschenrand (Bayer Records)
- 2006 – Richard Wagner: Sämtliche Lieder (Bayer Records)
- 2007 – Figure Jazz – Francis Poulenc: Figure humaine, Gregor Hübner: Le miroir d’un moment (Nuromusic)

## Auszeichnungen
- 1982: erster Preis beim internationalen Chorwettbewerb der europäischen Rundfunkanstalten